# 弗里 (摩泽尔省)
弗里（法語：Vry，法語發音：[vʁi]）是法国摩泽尔省的一个市镇，属于梅斯区。

## 地理
弗里（49°11'24"N, 6°19'47"E）面积15.08 平方千米，位于法国大東部大區摩泽尔省，该省份为法国东北部内陆省份，是洛林的一部分，西南接默尔特-摩泽尔省，东临下莱茵省，北与卢森堡和德国接壤。
与弗里接壤的市镇（或旧市镇、城区）包括：沙勒维尔苏布瓦、艾埃、圣巴尔布、圣于贝尔、维日。

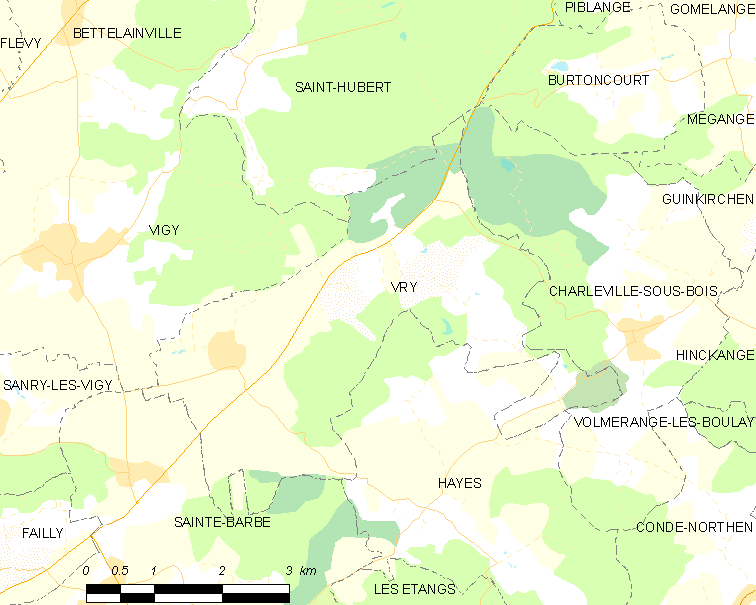
的OSM定位图

弗里的时区为UTC+01:00、UTC+02:00（夏令时）。

## 行政
弗里的邮政编码为57640，INSEE市镇编码为57736。

## 政治
弗里所属的省级选区为梅斯地区县。

## 人口

1962-2008年间人口变化图示

弗里于2022年1月1日时的人口数量为629人。